# Five Stairsteps
O Five Stairsteps, conhecido como "The First Family of Soul", foi um grupo vocal americano de Chicago soul composto por cinco dos seis filhos de Betty e Clarence Burke Sr.: Alohe Jean, Clarence Jr., James, Dennis, Kenneth "Keni" e, brevemente, por Cubie. Eles são mais conhecidos pela canção de "O-o-h Child" (1970), listada como número 402 da lista das 500 melhores canções de todos os tempos da revista Rolling Stone.

## Discografia

### Álbuns
- 1967: The Five Stairsteps (Windy City)
- 1968: Our Family Portrait (Buddah)
- 1969: Love's Happening (Curtom)
- 1970: Step by Step by Step (Buddah)
- 1970: Stairsteps (Buddah)
- 1971: The Stairsteps (Buddah)
- 1976: 2nd Resurrection (Dark Horse)

#### Como "Invisible Man's Band"
- 1980: Invisible Man's Band (Island)
- 1981: Really Wanna See You (Boardwalk)

### Singles
| Ano  | Título                                            | Pico (Pop Singles) | Pico (R&B) |
| ---- | ------------------------------------------------- | ------------------ | ---------- |
| 1966 | You Waited Too Long                               | 94                 | 16         |
| 1966 | World of Fantasy                                  | 49                 | 12         |
| 1966 | Come Back                                         | 61                 | 15         |
| 1967 | Danger! She's a Stranger                          | 89                 | 16         |
| 1967 | Ain't Gonna Rest (Till I Get You)                 | 87                 | 37         |
| 1967 | Oooh, Baby Baby                                   | 63                 | 34         |
| 1968 | Something's Missing                               | 88                 | 17         |
| 1968 | Don't Change Your Love                            | 59                 | 15         |
| 1968 | Baby Make Me Feel So Good                         | 101                | 12         |
| 1968 | Stay Close to Me                                  | 91                 | -          |
| 1969 | We Must Be in Love                                | 88                 | 17         |
| 1970 | Because I Love You                                | 83                 | -          |
| 1970 | O-o-h Child                                       | 8                  | 14         |
| 1970 | Dear Prudence                                     | 66                 | 49         |
| 1971 | Didn't It Look So Easy                            | 81                 | 32         |
| 1971 | I Feel a Song in My Heart Again                   | -                  | -          |
| 1972 | I Love You - Stop                                 | 115                | 40         |
| 1976 | From Us to You                                    | 102                | 10         |
| 1980 | All Night Thang (como "The Invisible Man's Band") | 45                 | 9          |